# Dariusz Skrzypczak
Dariusz Stanisław Skrzypczak (ur. 13 listopada 1967 w Rawiczu) – polski piłkarz występujący na pozycji pomocnika, zawodnik m.in. Lecha Poznań i FC Aarau, reprezentant Polski, trener.

## Kariera piłkarska

### Kariera klubowa
Pierwszym klubem w karierze Skrzypczaka była Rawia Rawicz, lecz najlepsze lata spędził w Lechu Poznań, gdzie występował przez kilkanaście lat i w tym czasie zdobył trzykrotnie mistrzostwo Polski, dwukrotnie Superpuchar i raz Puchar Polski. W 1994 wyjechał do klubu ligi szwajcarskiej – FC Aarau. Grał w nim do 2003. Ostatnie lata kariery spędził w drużynach z niższych lig.

### Kariera reprezentacyjna
W reprezentacji Polski debiutował 14 sierpnia 1991 w przegranym 1:5 meczu z Francją, natomiast ostatni występ zaliczył 7 maja 1992 w również przegranym, tym razem 0:5, spotkaniu ze Szwecją. Łącznie w reprezentacji zagrał w siedmiu meczach.

## Kariera trenerska
Wiele lat pracował jako trener w Szwajcarii. Najpierw współpracował z młodzieżą, później opiekował się seniorami jako grający trener, po czym powrócił do szkolenia młodzieży. Do 2010 prowadził zespół U16 FC Luzern. Od 1 lipca 2017 był zatrudniony razem z Ryszardem Komornickim jako trener pierwszoligowej drużyny FC Solothurn.
1 lipca 2019 rozpoczął pracę jako asystent trenera Dariusza Żurawia w Lechu Poznań. Posiada licencję UEFA Pro. W czerwcu 2020 wraz z Karolem Bartkowiakiem zastąpił na ławce trenerskiej ukaranego przez Komisję Ligi Żurawia w meczu z Pogonią Szczecin (4:0).
Po odejściu z Lecha w lipcu 2020, tydzień później został pierwszym trenerem beniaminka Ekstraklasy, Stali Mielec. Zwolniono go ze stanowiska już w listopadzie. W latach 2021–2022 był zatrudniony jako asystent trenera w Rakowie Częstochowa.

## Sukcesy
Reprezentacja Polski U-18
- Mistrzostwa Europy U-18 Trzecie miejsce: 1984

Lech Poznań
- Mistrzostwo Polski: 1989/90, 1991/92, 1992/93
- Puchar Polski: 1988
- Superpuchar Polski: 1990, 1992